# Pilat
Pilat je priimek več znanih Slovencev:
- Gašpar Pilat (1644—1706), duhovnik in ustanovitelj dijaških štipendij
- Jakob Pilat (1614—1699), duhovnik in ustanovitelj dijaških štipendij